# William Hay (15e comte de Kinnoull)
Pour les articles homonymes, voir William Hay.
Arthur William George Patrick Hay, 15e comte de Kinnoull (26 mai 1935 - 7 juin 2013), titré vicomte Dupplin jusqu'en 1938, est un pair héréditaire, arpenteur, agriculteur et membre de la Chambre des lords. Ses titres sont comte de Kinnoull, vicomte Dupplin et Lord Hay de Kinfauns dans la pairie d'Écosse et baron Hay de Pedwardine dans la pairie de Grande-Bretagne.

## Biographie
Il est né en 1935, le troisième fils né mais premier survivant de George Hay (14e comte de Kinnoull) et sa deuxième épouse, Mary Ethel Isobel, fille du Dr Ferdinand Richard Holmes Meyrick et de Kate Meyrick. À 3 ans, il succède à son père dans le comté à la mort de ce dernier à 35 ans, d'une maladie.
Il fait ses études au Collège d'Eton et au Royal Agricultural College de Cirencester. À 22 ans, il prend sa place à la Chambre des lords.
Il est le whip conservateur junior à la Chambre des lords en 1966-68 et le porte-parole du parti d'opposition sur l'aviation. Il est également membre de l'Assemblée du Conseil de l'Europe, travaillant à la coopération dans les domaines de la pêche et de l'agriculture; président du Conseil national des transports intérieurs et vice-président de l'Association nationale des conseils locaux.
Il travaille pour Langley Taylor Surveyors à Londres, où il est associé principal pendant plus de 30 ans, et est membre de la Royal Institution of Chartered Surveyors. Il est également un sportif actif, jouant au squash et au tennis, et est membre de la Royal Company of Archers.
Il épouse Ann Gay Lowson, fille de Denys Lowson (1er baronnet) (en), le 1er juin 1961. Ils ont trois enfants: Charles, Melissa et Iona. Lady Kinnoull est décédée en 2016.